# 圣雅克代布拉
圣雅克德布拉（法語：Saint-Jacques-des-Blats，法語發音：[sɛ̃ ʒak de bla]）是法国康塔尔省的一个市镇，位于该省中北部，属于欧里亚克区。圣雅克德布拉平均海拔在1000米以上，是典型的高原山地村庄。

## 地理
圣雅克德布拉（45°3'7"N, 2°42'38"E）面积31.48 平方千米，位于法国奥弗涅-罗讷-阿尔卑斯大区康塔爾省，该省份为法国中南部省份，位于法國中央高原中心，北起科雷兹省、上盧瓦爾省和多姆山省，西接洛特省和科雷兹省，南至阿韦龙省和洛特省，东临上盧瓦爾省和洛泽尔省。
与圣雅克德布拉接壤的市镇（或旧市镇、城区）包括：阿尔伯皮埃尔-布勒东、布勒宗、拉韦西耶尔、芒达耶-圣于连、佩耶罗尔、圣克莱芒、蒂耶扎克。
圣雅克德布拉的时区为UTC+01:00、UTC+02:00（夏令时）。

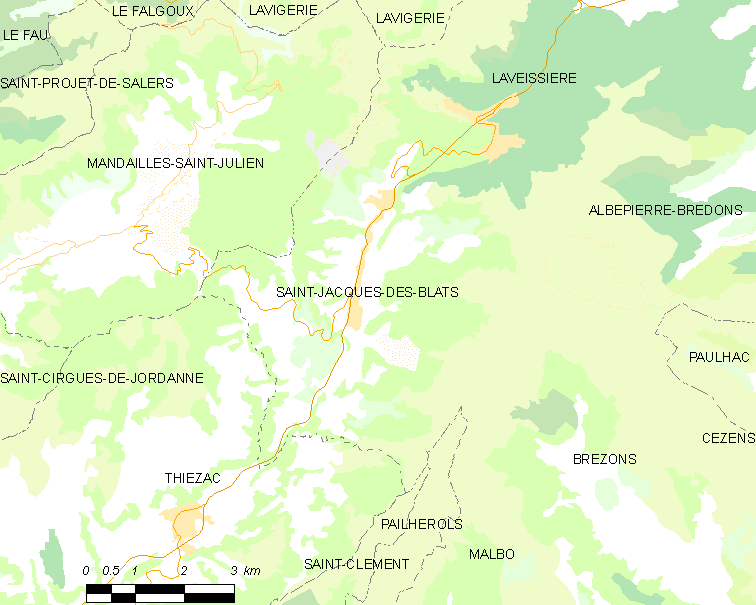
圣雅克德布拉的OSM定位图

## 行政
圣雅克德布拉的邮政编码为15800，INSEE市镇编码为15192。

## 政治
圣雅克德布拉所属的省级选区为塞尔河畔维克县。

## 人口

1962-2008年间圣雅克德布拉人口变化图示

圣雅克德布拉于2022年1月1日时的人口数量为292人。